# Brnjare
Brnjare (em cirílico: Брњаре
) é uma vila da Sérvia localizada no município de Bujanovac, pertencente ao distrito de Pčinja, na região de Binačko Pomoravlje. A sua população era de 114
```
habitantes segundo o censo de 2002
```

.

## Demografia
| 1948 | 1953 | 1961 | 1971 | 1981 | 1991 | 2002 |
| ---- | ---- | ---- | ---- | ---- | ---- | ---- |
| 363  | 349  | 328  | 308  | 253  | 175  | 114  |